# Szahrdari Urmia
Szahrdari Urmia – irański męski klub siatkarski z miasta Urmia.

## Sukcesy
Mistrzostwo Iranu:
- 2005, 2015, 2021
- 2004, 2006, 2008, 2009, 2012, 2014, 2016, 2017